# Shahi
Shahi là một thị xã và là một nagar panchayat của quận Bareilly thuộc bang Uttar Pradesh, Ấn Độ.

## Địa lý
Shahi có vị trí 28°33′B 79°19′Đ / 28,55°B 79,32°Đ Nó có độ cao trung bình là 171 mét (561 feet).

## Nhân khẩu
Theo điều tra dân số năm 2001 của Ấn Độ, Shahi có dân số 13.898 người. Phái nam chiếm 53% tổng số dân và phái nữ chiếm 47%. Shahi có tỷ lệ 26% biết đọc biết viết, thấp hơn tỷ lệ trung bình toàn quốc là 59,5%: tỷ lệ cho phái nam là 32%, và tỷ lệ cho phái nữ là 19%. Tại Shahi, 22% dân số nhỏ hơn 6 tuổi.